# Лоуренс Кадлоу
Лоуренс Алан "Ларрі" Кадлоу (англ. Lawrence Alan "Larry" Kudlow; нар. 20 серпня 1947, Інґлвуд, Нью-Джерсі) — американський консервативний економіст і телеведучий, вів програму «The Kudlow Report» на каналі CNBC. Директор Національної економічної ради з 2 квітня 2018
Навчався в Університеті Рочестера та Школі Вудро Вільсона Принстонського університету. Кадлоу працював у Федеральному резервному банку Нью-Йорка і був головним економістом інвестиційного банку Bear Stearns. У 80-х роках він працював в адміністрації президента США Рональда Рейгана.